# Адіс Яшич
Адіс Яшич (нім. Adis Jasic, 12 лютого 2003, Санкт-Файт-ан-дер-Глан) — австрійський футболіст боснійського походження, правий захисник та півзахисник «Вольфсбергера».

## Клубна кар'єра
Розпочав свою кар'єру в клубі «Санкт-Файт» з рідного міста, після чого у сезоні 2015/16 грав за молодіжну команду «Фолькемаркта», а 2016 року приєднався до академії «Вольфсбергера». З сезону 2020/21 став виступати за резервну команду клубу у Регіональній лізі, дебютувавши у в серпні 2020 року в грі проти "Уніон Гуртена".
21 квітня 2021 року Яшич дебютував за основну команду в матчі Бундесліги проти «Штурма» (1:0), вийшовши на заміну на 84 хвилині. 7 листопада в поєдинку проти віденського «Рапіда» (4:1) Адіс забив свій перший гол за «Вольфсбергер».

## Національна команда
В жовтні 2018 року Яшич дебютував у складі юнацької збірної Австрії (U-16), за яку протягом року провів 6 матчів, і у вересні 2019 року дебютував у збірній до 17 років у грі проти Румунії, загалом провівши за цю команду чотири гри.
У червні 2021 року Яшич провів свій єдиний матч за юнацьку збірну Австрії до 18 років у грі проти Італії.
У вересні 2021 року він дебютував за юнацьку збірну Австрії до 19 років у грі проти Туреччини. Зі цією командою він брав участь у юнацькому чемпіонаті Європи 2022 року у Словаччині. Під час турніру він зіграв у всіх чотирьох іграх і забив один гол, але збірна посіла шосте місце і не змогла кваліфікуватися на молодіжний чемпіонат світу 2023 року.

## Титули і досягнення
- Володар Кубка Австрії:

«Вольфсбергер»: 2024/25